# Tetrastichus legionarius
Tetrastichus legionarius är en stekelart som beskrevs av Giraud 1863. Tetrastichus legionarius ingår i släktet Tetrastichus och familjen finglanssteklar. Inga underarter finns listade i Catalogue of Life.